# Crêt Teni
Crêt Teni är en kulle i Schweiz. Den ligger i kantonen Neuchâtel, i den västra delen av landet, 50 km väster om huvudstaden Bern. Toppen på Crêt Teni är 1 421 meter över havet.